# نیروهای مسلح اردن
نیروهای مسلح اردن (عربی: القوات المسلحة الأردنية) که گاه با نام ارتش عرب (به عربی: الجيش العربي) نیز خوانده می‌شود نام نیروهای نظامی کشور اردن است که شامل نیروی زمینی، نیروی هوایی، و نیروی دریایی است و تحت نظارت و اداره مستقیم پادشاه اردن به عنوان فرمانده کل قوا قرار دارد. در حال حاضر ریاست ستاد مشترک را سرلشکر یوسف الحنیطی بر عهده دارد.

## نگارخانه

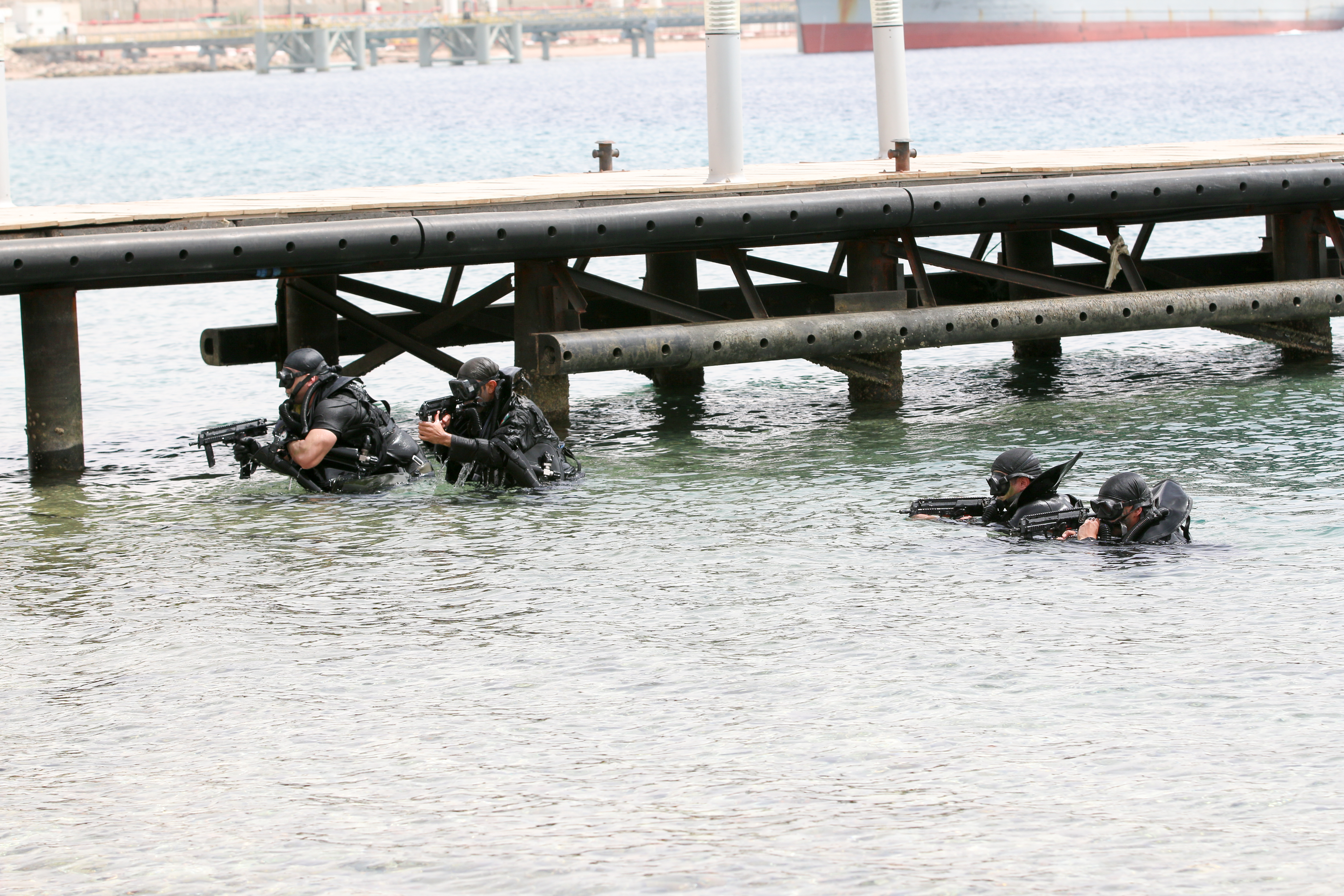
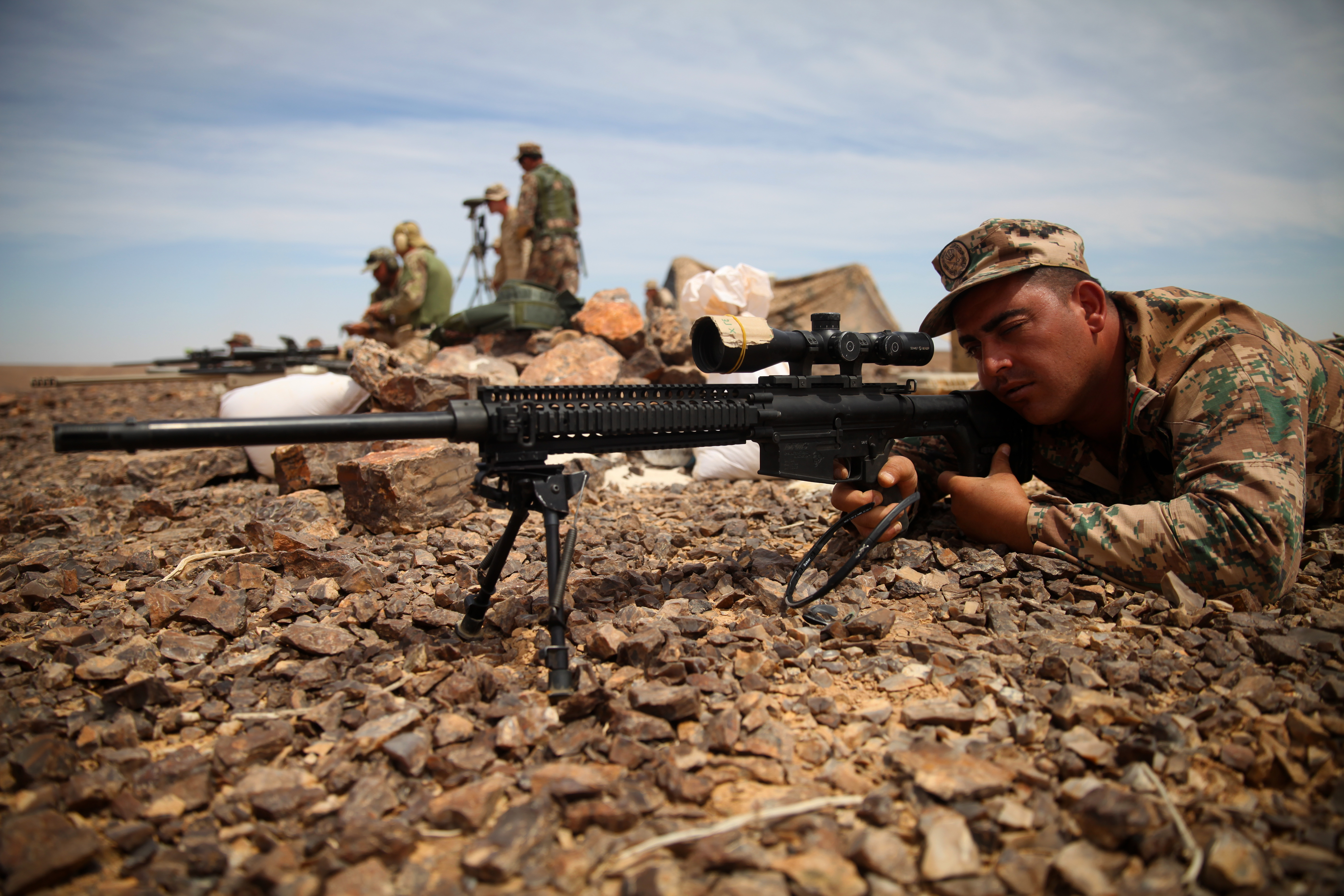
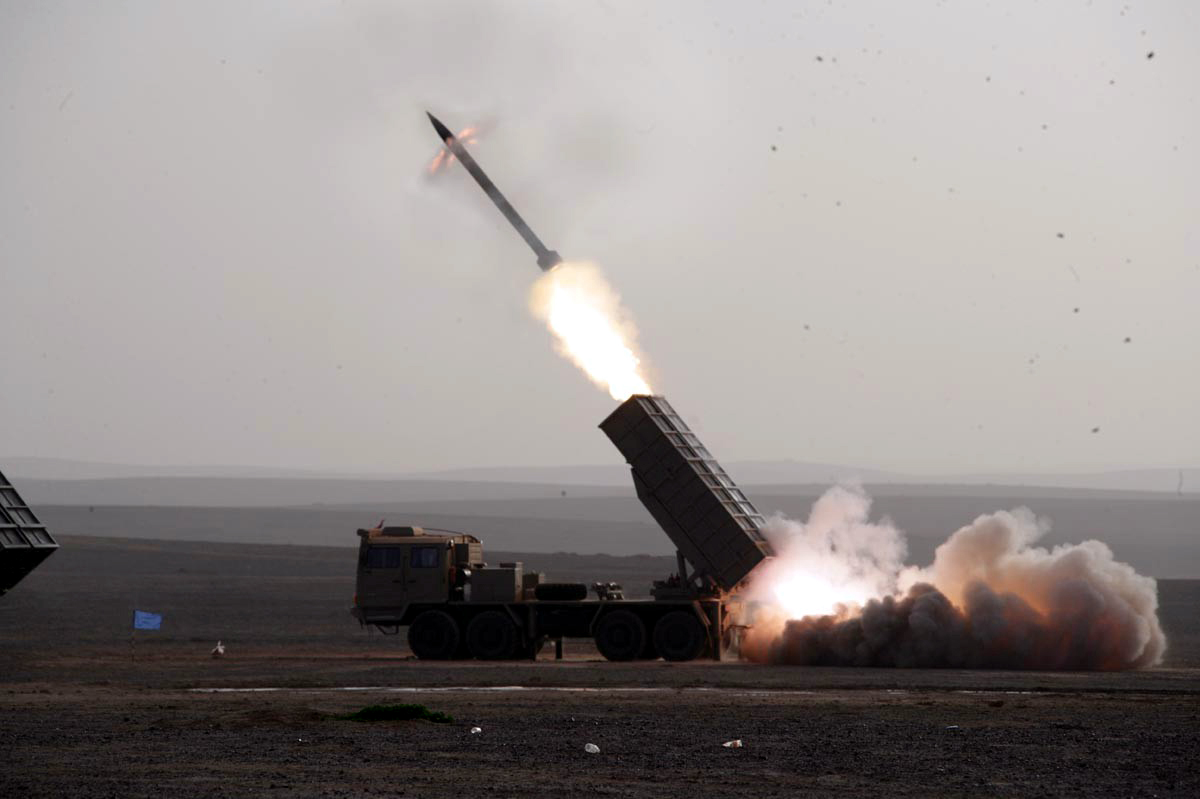
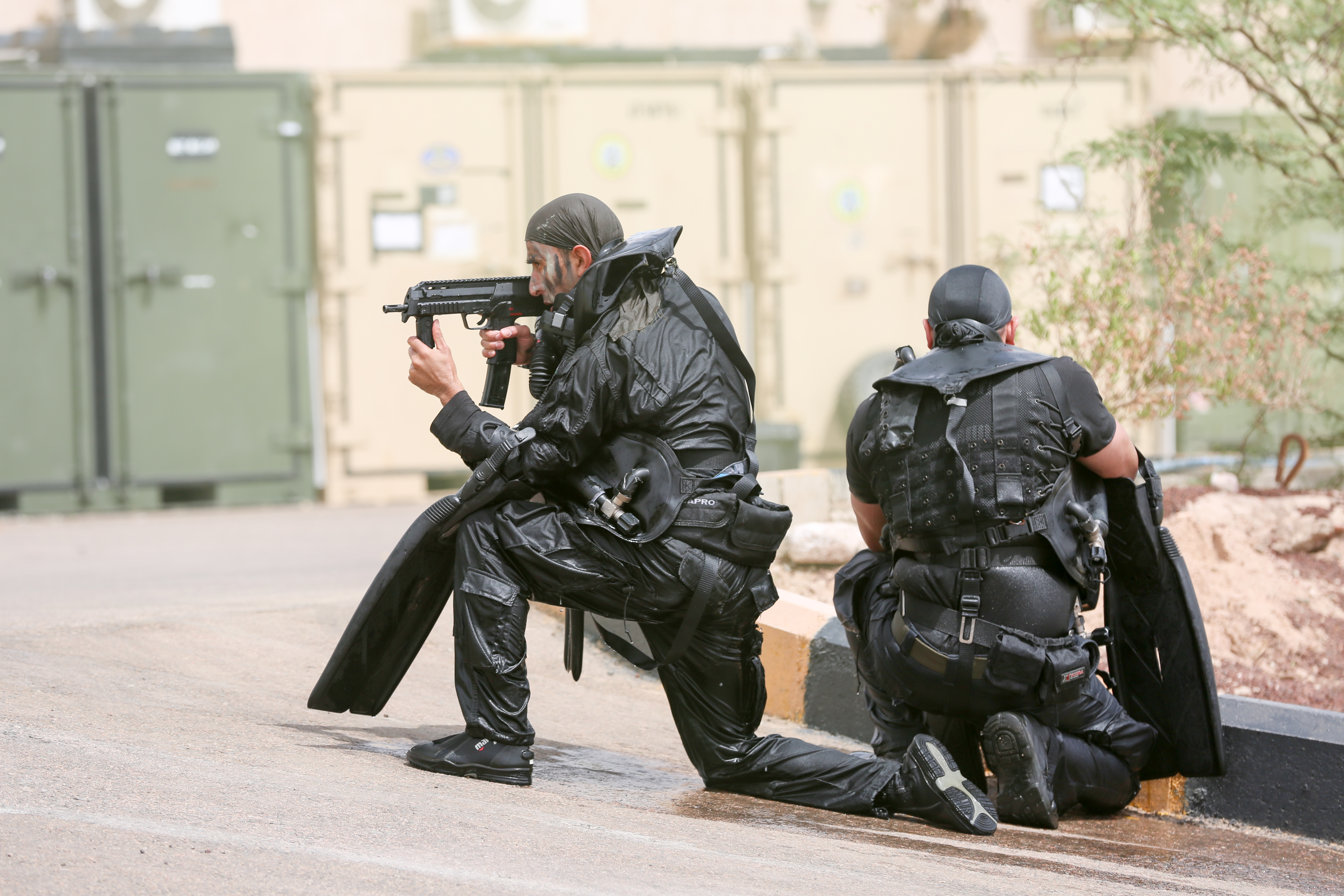